# Bartholomäistift Zerbst

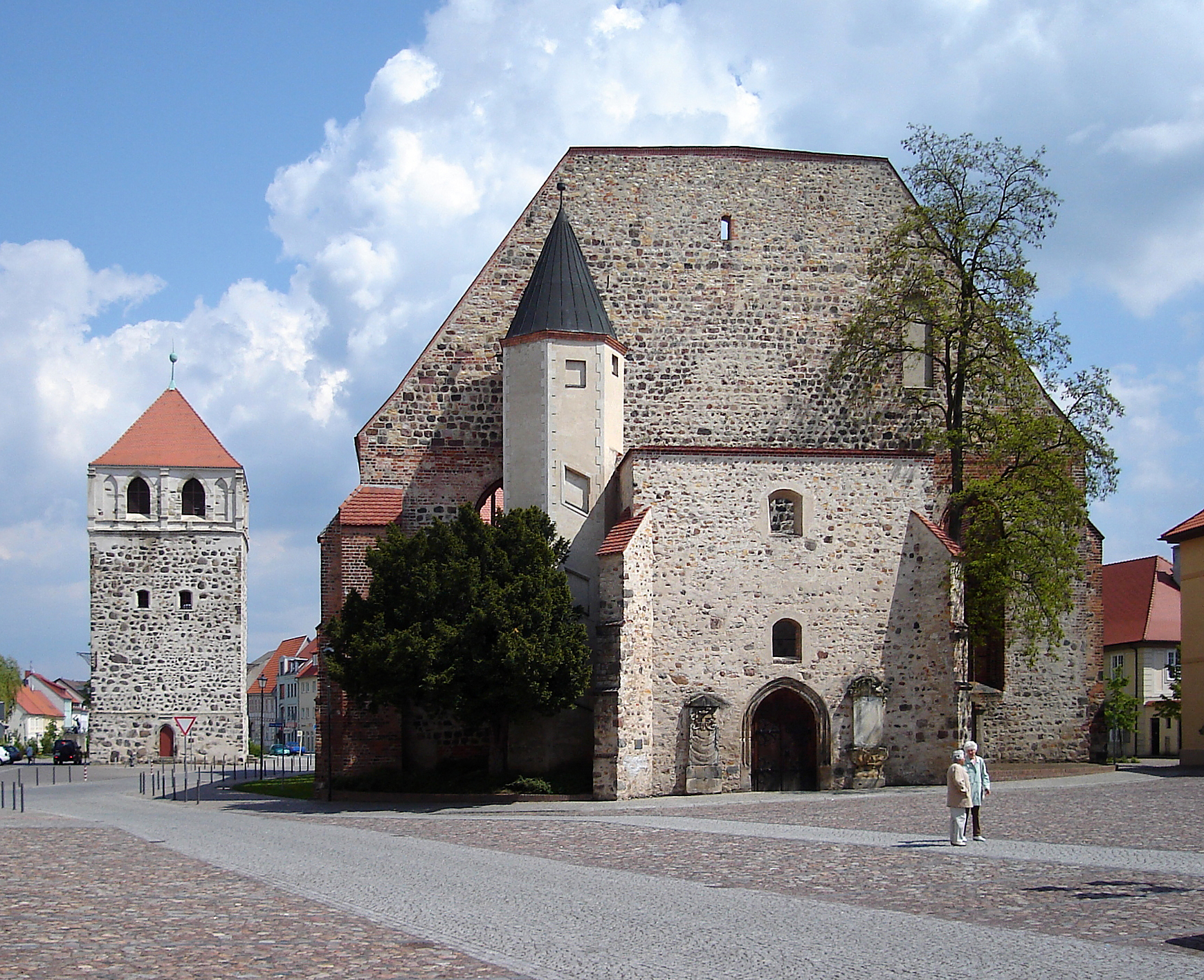
Zerbst, ehemalige Stiftskirche St. Bartholomäi (2005)

Das Stift St. Bartholomäi war ein Kollegiatstift in Zerbst in Anhalt vom 14. bis zum 16. Jahrhundert.

## Lage
An der St.-Bartholomäi-Kirche in der Siedlung bei der Burg gab es einen Kreuzgang und mehrere Chorherrenhäuser (Kurien), von denen heute keine Überreste bekannt sind.

## Geschichte
1215 wurde erstmals die St. Bartholomäuskirche bei der Burg erwähnt. Kurz vor 1300 stiftete Burchard von Barby, der damals Herr von Zerbst war, ein Kollegiatstift an der Kirche. Seit dem späten 14. Jahrhundert nahmen die Grafen von Anhalt als Landesherren Einfluss auf das Stift, das das wichtigste in ihrem Herrschaftsgebiet wurde.
Die Einführung der Reformation in Zerbst 1524 berührte auch das Stift. Seit 1534 wurden keine neuen Stiftsherren mehr auf frei gewordene Stellen berufen, 1542 gingen die Einnahmen in den Besitz der Stadt Zerbst über.
Die Bartholomäikirche blieb evangelische Pfarrkirche.

## Verfassung
Das Stift bestand aus neun Chorherren unter Leitung eines Dekans. Frei gewordene Stellen wurden meist von den Grafen von Anhalt bewilligt, mussten aber vom Stiftskapitel gewählt und vom Bischof von Brandenburg bestätigt werden.
Für die Kanoniker bestand Residenzpflicht, das heißt, sie sollten möglichst häufig an den Chorgebeten teilnehmen und die meiste Zeit vor Ort anwesend sein. Eine Vertretung durch Vikare war begrenzt möglich.
Das Bartholomäistift hatte das Patronat über die St. Nikolaikirche in Zerbst, für die es die Pfarrer stellte, und für Pfarrkirchen in einigen Dörfern.

## Wirtschaftliche Verhältnisse
Das Stift hatte Einnahmen aus Kirchenzehnten, Zinseinnahmen von Häusern in Zerbst und Grundbesitz in der Umgebung. Dazu kamen Nachlässe von Stiftsherren, zu denen diese verpflichtet waren.